# Helmut Spengler
Helmut Spengler (* 19. April 1931 in Wetzlar) ist ein evangelischer Theologe und war von 1985 bis 1993 Kirchenpräsident der Evangelischen Kirche in Hessen und Nassau. Er ist mit Christiane geb. Nohl verheiratet und hat zwei Töchter und zwei Söhne.
Spengler besuchte das Gymnasium in Gießen, wo er 1951 das Abitur ablegte. Anschließend studierte er evangelische Theologie an der Philipps-Universität Marburg und der Kirchlichen Hochschule Bethel in Bielefeld. Nach dem Besuch der Theologischen Seminare in Herborn und Friedberg war er Vikar in Wiesbaden, anschließend in Offenbach am Main und zuletzt in Breidenstein (heute Stadtteil von Biedenkopf), wo er nach seinem zweiten Staatsexamen 1960 seine erste Pfarrstelle übernahm. 1964 wechselte er als Pfarrer nach Bad Homburg vor der Höhe.
1972 wurde Spengler zum Stellvertreter des Kirchenpräsidenten von Hessen und Nassau Helmut Hild bestellt, so dass er nach Darmstadt zur dortigen Kirchenleitung wechselte. Im Dezember 1984 wurde Spengler zum Nachfolger Hilds als Kirchenpräsident gewählt. Sein Amtsantritt war am 24. März 1985. Nach achtjähriger Amtszeit trat Spengler in den Ruhestand. Die Landessynode der Evangelischen Kirche in Hessen und Nassau wählte 1993 Peter Steinacker zu seinem Nachfolger.
Spengler wurde unter anderem mit der Wilhelm-Leuschner-Medaille des Landes Hessen ausgezeichnet. Seinen Ruhestand verbringt er in Darmstadt.